# 우주로부터 온 메시지
우주로부터 온 메시지(宇宙からのメッセ-ジ, Message From Space: Galactic Wars)는 일본에서 제작된 후카사쿠 킨지 감독의 1978년 액션, 모험, SF 영화이다. 빅 모로 등이 주연으로 출연하였고 Yoshinori Watanabe 등이 제작에 참여하였다.

## 출연

### 주연
- 빅 모로

### 조연
- 치바 신이치
- 필립 카스노프
- 시호미 에츠코
- 탄바 테츠로
- 나리타 미키오
- 사토 마코토
- 사나다 히로유키